# Кэлимэнешти
Кэлимэне́шти (рум. Călimăneşti) — город в Румынии, в уезде Вылча. Бальнеологический курорт в долине реки Олт в предгорье Южных Карпат. Население — 9136 человек (2012). Площадь — 104,5 км².

## Климат и минеральные воды
Климат мягкий, умеренно влажный, осадков около 700 мм в год. Среднегодовая температура 9,7 °C.
Известно около 30 минеральных источников. Вода большинства из них относится к хлоридно-натриевому типу и содержит сероводород (от 1,1 до 88 мг/л). Температура воды 10—15 °С. Есть также слабоминерализованные источники гидрокарбонатно-хлоридно-натриевого типа. Вода используется для питьевого лечения, ванн, ингаляций, орошений и т. п.
Курорт основан в 1887 году. Лечение больных с заболеваниями органов пищеварения, почек и мочевыводящих путей, обмена веществ, органов движения и опоры, нарушениями периферического кровообращения и гинекологическими болезнями.

## История курорта
Источники курорта известны со времен даков и римлян. В северной части и по сей день сохранились остатки терм, построенных в эпоху императора Адриана (117—138), где использовались серные термальные воды.
В разные времена здесь бывали Матей Басараб — правитель Румынского государства (1632—1654), Александр Голеску-Албул, революционер 1848 года, Михаил Когэлничану (премьер-министр 1863—1865), Наполеон Третий — император Франции (1852—1870), Эмиль Луберт — президент Франции (1899—1906).
В 1912 году доктор Х. Ботеску основал здесь «Институт физиотерапии».
Минеральные воды этого курорта были награждены на международных выставках в Вене (1873 год) и Брюсселе (1893 год), где источник Качулата № 1 был награждён высшей премией и золотой медалью.

## Демография
По оценкам на 2012 г. имел население 9136 жителей.
| 1948 | 1956 | 1966 | 1977 | 1992 | 2002 | 2012 |
| 3329 | 6651 | 6735 | 8095 | 9131 | 8605 | 9136 |